# Good Lovin
«Good Lovin» —en español: «Buen amor»— es una canción por el cantante estadounidense de hip hop Ludacris, con vocales por el cantante estadounidense Miguel. La canción fue publicada el 15 de diciembre de 2014 como el primer sencillo de Burning Bridges (EP) y posteriormente de Ludaversal. La pista fue producida por Da Internz.

## Antecedentes
La pista se estrenó en línea el 31 de octubre de 2014, luego como lanzamiento oficial en Google Play y luego, iTunes.

## Posicionamiento en listas
| Listas (2014-15)                       | Mejor Posición |
| -------------------------------------- | -------------- |
| Estados Unidos (Billboard Hot 100)     | 91             |
| Estados Unidos (Hot R&B/Hip-Hop Songs) | 30             |
| Estados Unidos (Hot Rap Songs)         | 21             |